# Basidiobolomycota
Basidiobolomycota é uma divisão monotípica do reino Fungi cuja única subdivisão é Basidiobolomycotina, também um táxon monotípico, contendo apenas a classe é Basidiobolomycetes, monotípica, com apenas a ordem Basidiobolales. Na sua presente circunscrição taxonómica o agrupamento inclui apenas a família Basidiobolaceae.

## Descrição
A única família que integra a ordem monotípica Basidiobolales é Basidiobolaceae, que agrupa pelo menos três géneros de fungos caracterizados por apresentarem exclusivamente células uninucleadas em que os núcleos celulares relativamente grandes contêm um nucléolo, mas nenhuma heterocromatina.
Este grupo estava anteriormente incluído na ordem Entomophthorales.

## Taxonomia
Com base no trabalho de Philippe Silar, e na publicação The Mycota: A Comprehensive Treatise on Fungi as Experimental Systems for Basic and Applied Research, com sinonímia de "Part 1- Virae, Prokarya, Protists, Fungi", é possível estabelecer a seguintes taxonomia para o grupo:
- Classe Basidiobolomycetes Doweld 2001 [Basidiobolomycota Doweld 2001]
  - Ordem Basidiobolales Jacz. & P.A. Jacz. 1931
    - Família Basidiobolaceae Engler & Gilg 1924
      - Género Drechslerosporium
      - Género Schizangiella Dwyer et al. 2006
      - Género Basidiobolus Eidam 1886 [= Amphoromorpha Thaxter 1914]